# Utiguros
Los utiguros eran jinetes nómadas asentados en la estepa póntica en el siglo VI d. C. Se parecían a los cutriguros, que vivían más al oeste.

## Etimología
El nombre Ut (r) igur, que aparece escrito como Οὺτ (τ) ρίγουροι, Οὺτούργουροι y Οὺτρίγου, se considera que surgió por metátesis del turco otur/oğur, por lo que uturğur significa «treinta (tribus) oğures». Lajos Ligeti propuso como origen de la palabra utur- (resistir), mientras que Louis Bazin abogó por uturkar («los vencedores-conquistadores»), quturgur y qudurmaq («los enfurecidos»).
Las teorías que vinculan a cutriguros y utiguros con los gutíes o los udíes, que vivían en el suroeste de Asia y el Cáucaso, respectivamente, durante la Antigüedad, defendidas por académicos como Osman Karatay, y Yury Zuev, no han convencido al grueso de los estudiosos. No hay pruebas de que los gutíes se mudasen de su tierra natal en los montes Zagros (entre Irán e Irak) a las estepas; se cree además que hablaban un idioma indoeuropeo y no turco. Los udíes aparecen en la obra de Plinio el Viejo (Historia Natural, VI, libro, 39) en relación con los aorsi (a veces conjuntamente como utidorsi), los sármatas y una casta o tribu escita llamada de los aroteres («cultivadores»), que vivía «en el interior de la costa de Albania [Caucásica] y los. . . udini», en la costa occidental del mar Caspio. Tampoco hay aceptación general de la hipótesis de Edwin G. Pulleyblank de que los utiguros quizá estuviesen vinculados con los yuezhi, un pueblo indoeuropeo que se estableció en China occidental durante en la Antigüedad.

## Historia
El origen de las tribus utigura y cutrigura, emparentadas, es poco claro. Procopio escribió: «tras los saginos habitan muchas tribus hunas. La tierra se llama Evlisia y los bárbaros pueblan la costa y el interior hasta el llamado lago de Meotida y el río Tanais. A los que allí vivían se los llamaba cimerios y ahora utiguros. Al norte de ellos se encuentran las populosas tribus de los antes». Cutriguros y utiguros ocupaban la estepa del Don-Azov: los primeros la parte occidental y los segundos, la oriental.
Procopio también registró una leyenda genealógica según la cual:

 ...antiguamente, muchos hunos, a los que entonces se llamaba cimerios, vivían en las tierras susodichas. Todos estaban sometidos a un monarca. Una vez uno de sus reyes tuvo dos hijos varones: Utigur y Kutrigur. Al morir el padre, los hijos compartieron el poder y dieron nombre a los pueblos sometidos, de manera que incluso hogaño algunos se llaman aún utiguros y otros cutriguros.

Esta historia la confirman las palabras del señor utiguro Sandilch, quien afirmó:

no es justo ni decente exterminar a los miembros de nuestra tribu (los cutriguros), que no solamente hablan el mismo idioma que nosotros, son nuestros vecinos y tienen la misma vestimenta y costumbres, sino que también son parientes nuestros, aunque sometidos a otros señores.

Agatías (c. 579-582) escribió:

... A todos se los llama en general escitas y unos, según su nación. Así, algunos son utriguros o utiguros, otros ultizuros o burgundios... a los ultizuros y los burgundios se los conocía hasta en la época del emperador León (457-474) [...] y parece que eran poderosos. Nosotros, hogaño, ni los conocemos ni creo que los vayamos a conocer. Quizá hayan perecido o tal vez se hayan marchado a algún lugar muy lejano.

Cuando los cutriguros invadieron las tierras del Imperio bizantino, el emperador Justiniano I (527-565) los enfrentó con los utiguros, empleando para ello tanto la diplomacia como el soborno. Los utiguros acaudillados por Sandilch atacaron a los cutriguros, a los que infligieron grandes pérdidas. Según Procopio, Agatías y Menandro, los dos grupos quedaron muy diezmados por los combates, y perdieron incluso su identidad como tribus separadas. Algunos cutriguros supervivientes fueron empujados a Panonia por los ávaros, mientras que los utiguros permanecieron en la estepa póntica y cayeron bajo el dominio de los turcos.
Aparecen mencionados por última vez en la obra de Menandro el Protector, que indica que un ejército utiguro al mando de un tal Ανάγαιος (Anagai, Anağay) marchó con las huestes turcas que atacaron Bósforo en el 576, que conquistaron tres años después. Ese mismo año (579), la embajada bizantina a los turcos pasó por el territorio de Ἀκκάγας (Akagas o Aq-Qağan), nombre de la mujer que regía por entonces a los escitas de la región, a quien había nombrado Anagai, jefe de la tribu de los utiguros.